# Esborrany
|  | No s'ha de confondre amb esbós. |

Un esborrany  és l'etapa preliminar d'un treball escrit en el que l'autor comença a desenvolupar un producte final més coherent.
També descriu el producte que crea el redactor (o l'equip redactor) d'un informe en les etapes inicials del procés que acabarà en un document final. L'esborrany es pot utilitzar per redactar finalment qualsevol tipus de document escrit.
Els esborranys s'utilitzen durant el desenvolupament d'un document i pot ser cedit per l'autor per a ser llegit dins d'un cercle tancat d'amistats o relacions. La publicació d'un esborrany pot tenir lloc durant una reunió a porta tancada o es pot publicar dins d'una comunitat. Els esborranys no tenen valor comercial i es consideren un producte no acabat.

## Esborrany literari
En un llibre que es va fer popular en la dècada de 1950,  The Elements of Style , els autors Strunk i White expliquen que el primer esborrany ha de ser una versió menys editada que la versió final. En el seu llibre, diuen, "el primer i principal objectiu de l'esborrany és preveure i determinar la forma del que està per venir i dur-lo a terme sobre aquesta forma. "Aquesta forma és el projecte inicial que finalment es converteix en l'obra acabada.
En la fase de redacció, l'autor:
• Organitza els pensaments
• Desenvolupa exemples/idees
• Estudia les transicions
• Busca detalls sobre les idees clau
• Intenta descobrir el centre de l'argument
• Desenvolupa un text coherent